# NGC 6576
NGC 6576 (również PGC 61530) – galaktyka spiralna (S), znajdująca się w gwiazdozbiorze Herkulesa. Odkrył ją Albert Marth 7 sierpnia 1864 roku.